# Polyrhachis atrovirens
Polyrhachis atrovirens är en myrart som beskrevs av Carlo Emery 1900. Polyrhachis atrovirens ingår i släktet Polyrhachis och familjen myror. Inga underarter finns listade i Catalogue of Life.